# Plutonocène
Le plutonocène est un actinocène de formule chimique (η8-C8H8)2Pu. Il s'agit d'un composé sandwich formé d'un atome de plutonium à l'état d'oxydation +4 entre deux anions cyclooctatétraénure C8H82−. Il se présente sous la forme d'un solide rouge foncé faiblement soluble dans le toluène et les composés organochlorés,. Il a fait l'objet de recherches moins poussées que l'uranocène en raison des risques significatifs posés par sa radioactivité, mais a en revanché été étudié du point de vue des liaisons de la molécule,.
Le plutonocène est chimiquement analogue à l'uranocène (η8-C8H8)2U et au neptunocène (η8-C8H8)2Np, et ces composés présentent tous trois une réactivité chimique quasiment identique. Ils sont insensibles à l'eau et aux bases diluées, mais réagissent avec l'air et forment rapidement des oxydes,, ; tous trois sont légèrement solubles dans des solvants aromatiques ou organochlorés comme le benzène, le toluène, le tétrachlorométhane CCl4 ou le chloroforme CHCl3, avec une concentration de saturation d'environ 10−3 mol/L,.

## Structure
Sa géométrie a été caractérisée par cristallographie aux rayons X,. Les cycles cyclooctatétraénure adoptent une conformation éclipsée et une géométrie plane avec huit liaisons C–C longues de 141 pm. La molécule présente un centre de symétrie au niveau de l'atome de plutonium, ; la distance de ce dernier au centroïde de chaque cycle est de 190 pm tandis que la distance Pu–C est de l'ordre de 263  à   264 pm. Les cristaux de plutonocène ne sont pas isomorphes de ceux des autres actinocènes malgré leur structure moléculaire semblable, car le plutonocène cristallise dans le groupe d'espace monoclinique I2/m (no 12) tandis que le thorocène (en), le protactinocène (en), l'uranocène et le neptunocène cristallisent dans le groupe d'espace monoclinique P21/n (no 14). Des calculs théoriques utilisant diverses méthodes de chimie numérique appuient la nature essentiellement covalente des liaisons dans le plutonocène à partir de l'interaction des orbitales atomiques 6d et 5f du plutonium avec les orbitales π,,.

## Production
Le plutonocène a été préparé pour la première fois en 1970 en faisant réagir de l'hexachloroplutonate de tétraéthylammonium [(C2H5)4N]2PuCl6 avec du cyclooctatétraénure de dipotassium K2C8H8 dans le tétrahydrofurane (THF) à température ambiante, :
[(C2H5)4N]+2PuCl62− + 2 K+2(C8H8)2− ⟶ (η8-C8H8)2Pu + 2 (C2H5)4N+Cl− (en) + 4 K+Cl−.
C'est une approche différente de celle de la synthèse des autres actinocènes, qui fait généralement intervenir le tétrachlorure d'actinide AnCl4 avec le cyclooctatétraénure de dipotassium, car on ne connaît pas de chlorure de plutonium(IV) stable. La réaction ne fonctionne pas non plus lorsqu'on utilise de l'hexachloroplutonate(IV) de césium ou de pyridinium C5H5NH+.
Une méthode plus récente fait intervenir l'oxydation monoélectronique du sel [K(crypt)]+[(η8-C8H8)2PuIII]− avec de l'iodure d'argent AgI :
[(η8-C8H8)2PuIII]− + AgI ⟶ (η8-C8H8)2PuIV + Ag0 + I−.
L'anion [(η8-C8H8)2PuIII]− peut être obtenu par substitution de ligand à partir de K2C8H8 et d'autres complexes organoplutonium(III), qui peuvent eux-mêmes être obtenus par réduction de dioxyde de plutonium PuO2 par le bromure d'hydrogène HBr dans le THF. On a également utilisé le trichlorure de plutonium PuCl3 et l'iodure de plutonium(III) PuI3 comme précurseurs pour ces réactions,.